# Рачеа Раматуппдей
Рачеа Раматуппдей (тай. พระศรีราชา) — король Камбоджі в другій половині XV століття.

## Правління
Був другим сином Понхеа Ята. Успадкував владу від свого брата.
За часів його правління свої претензії на престол висунув Срай Сантор, син Норея Раматуппдея. Він попрохав про допомогу сіамського правителя, який вторгся до камбоджійських земель. Рачеа Раматуппдей вирушив проти свого племінника й сіамців, залишивши регентом у столиці свого брата, Томмо Рачеа. Останній дуже швидко зрадив Рачеа Раматуппдей, захопивши владу у Пномпені.
Сам король здався у полон та був вивезений до Сіаму, де й помер 1484 року.